# Copulabyssia corrugata
Copulabyssia corrugata är en snäckart som först beskrevs av John Gwyn Jeffreys 1883.  Copulabyssia corrugata ingår i släktet Copulabyssia och familjen Pseudococculinidae. Inga underarter finns listade i Catalogue of Life.